# Décès en 1280
Décès
- 1276
- 1277
- 1278
- 1279
- 1280
- 1281
- 1282
- 1283
- 1284

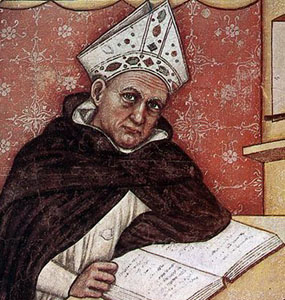
Albert le Grand, mort en 1280.

Cette page dresse une liste de personnalités mortes au cours de l'année 1280 :
- 15 janvier : Amédée III de Montfaucon, seigneur de Montfaucon,  d'Orbe et d'Échallens.
- 10 février : Marguerite de Constantinople, comtesse de Hainaut et de Flandre.
- mars : Guy de Sully, archevêque de Bourges.
- 29 avril : Isaac de Corbeil, ou Isaac ben Joseph de Corbeil, tossafiste français.
- 9 mai : Magnus VI de Norvège[1], roi de Norvège.
- 2 juin : Yolande de Bourgogne, comtesse de Nevers.
- 7 août : Kujō Motoie, poète et courtisan japonais de la première moitié de l'époque de Kamakura.
- 22 août : Nicolas III, pape.
- 15 novembre : Albert le Grand, philosophe allemand surnommé le Doctor Universalis (docteur universel) en raison de ses connaissances en sciences naturelles. Esprit encyclopédique, il repense la révélation chrétienne à l’aide des concepts de la philosophie aristotélicienne qu’il veut rendre accessible à la chrétienté.
- 18 novembre : Aymon II de Genève, comte de Genève et vicomte de Marsan.
- 15 décembre[2] : Phags-pa, lama tibétain protégé de Kubilai Khan.
- 22 décembre : Drogön Chögyal Phagpa, 5e chef de l’école Sakyapa du Bouddhisme Tibétain.

- Azz ad-Dīn b. ‘Abd as-Salām b. Ghānim al-Maqdisī, écrivain musulman.
- Jacopo Contarini, 47e doge de Venise.
- Guillaume XI d'Auvergne, comte d'Auvergne et de Boulogne.
- Marguerite de Constantinople,  ou Marguerite II de Flandre ou Marguerite de Hainaut, comtesse de Flandre et de Hainaut, ainsi que dame de Beaumont (Hainaut).
- Vianne de Gontaut-Biron, noble française.
- Jean Ier de La Roche, duc d'Athènes.
- Raymond III de Rocozels, évêque de Lodève.
- Zhang Hongfan, général chinois de l'Empire mongol (après la dynastie Yuan) en Chine.
- Ivaïlo, roi ou tsar de Bulgarie.
- Koun Ejō, deuxième patriarche de l'école sōtō du bouddhisme zen, contemporain de l'époque de Kamakura.
- Mengü Temür, ou Möngke Temür, khan de la Horde d'or.
- Orda, premier khan de la Horde blanche.

date incertaine (vers 1280)
- Isaac ibn Latif, kabbaliste juif.

## Crédit d'auteurs
- Cet article est partiellement ou en totalité issu de l'article intitulé « 1280 » (voir la liste des auteurs).